# Acraea obscura
Acraea obscura är en fjärilsart som beskrevs av Abel Dufrane 1945. Acraea obscura ingår i släktet Acraea och familjen praktfjärilar. Inga underarter finns listade i Catalogue of Life.